# 沈蕾
沈蕾（1967年2月—），女，汉族，上海人，中共党员，全日制大学学历，在职研究生学历，经济学、工商管理硕士学位。中华人民共和国政治人物。曾任天津市商务局局长、党组书记。2022年6月，当选为中共天津市委常委，同时兼任市委宣传部部长。